# Ivan David
Ivan David, né le 24 septembre 1952 à Prague, est un homme politique tchèque. Il est élu député européen lors des élections européennes de 2019.